# Ian Mariano
Ian Mariano (ur. 7 października 1990) – guamski piłkarz grający na pozycji obrońcy, 16-krotny reprezentant Guamu, grający w reprezentacji od 2007 roku.

## Kariera klubowa
Mariano karierę klubową rozpoczął w 2007 roku w guamskim klubie Guam Shipyard. Po roku gry przeniósł się do klubu Islanders, w którym grał przez następne dwa lata, a od 2010 roku gra w Cars Plus FC.

## Kariera reprezentacyjna
Ian Mariano rozegrał w reprezentacji 16 oficjalnych spotkań. Do tej pory strzelił jednego gola.